# Penelopides
Genre
Le genre Penelopides comprend cinq espèces de calaos d'Asie du Sud-Est, oiseaux de la famille des Bucerotidae.

## Taxinomie
À la suite de l'étude phylogénique de Gonzalez et al. (2013), le Congrès ornithologique international (dans sa version 4.4, 2014) réorganise complètement la famille des Bucerotidae. Le Calao des Célèbes (alors Penelopides albocristatus) est déplacé dans le genre Rhabdotorrhinus.

### Liste des espèces
D'après la classification de référence (version 5.1, 2015) du Congrès ornithologique international (ordre phylogénique) :
- Penelopides manillae – Calao de Manille
- Penelopides mindorensis – Calao de Mindoro
- Penelopides affinis – Calao de Mindanao
- Penelopides samarensis – Calao de Samar
- Penelopides panini – Calao tarictic